# Loris Scricciolo
Loris Scricciolo (Milano, 10 gennaio 1923 – Chiusi Scalo, 9 luglio 2004) è stato un politico italiano.
Deputato del Partito Socialista Italiano eletto nel collegio di Siena nella IV legislatura l'8 maggio 1963.

Vice Presidente della VI Commissione Finanza e Tesoro.

Termine del mandato 4 giugno 1968.

Primo firmatario di numerose proposte di Legge (fra le quali il distacco della borgata Lido di Follonica dal comune di Piombino, in provincia di Livorno, e sua aggregazione al comune contermine di Follonica in provincia di Grosseto (1811) (presentata il 6 novembre 1964).

Cofirmatario della proposta di Legge per l'istituzione del Parco Nazionale della Maremma (2 luglio 1965). Camera dei Deputati IV legislatura

Cofirmatario della Legge per l'Istituzione presso Università degli Studi di Siena della Facoltà di scienze economiche con corsi di laurea in Scienze economiche e in Scienze bancarie e corso per diploma in tecnica bancaria (1726) (presentata il 14 ottobre 1964).
Nel 1969 è nominato Vice Presidente della Banca Monte dei Paschi di Siena; incarico che coprirà fino al 1977.

## Biografia
Loris Scricciolo nasce a Milano dove il padre Emilio di origini umbre e di professione ferroviere, aveva trasferito la famiglia per esigenze lavorative. A quattro anni il piccolo Loris per incompatibilità con il clima milanese, fu portato dai nonni a Moiano (Città della Pieve) al podere di proprietà della famiglia Scricciolo. Lì Loris viene cresciuto amorevolmente specie da una zia, moglie di un fratello del padre.
A Moiano Loris frequenta la scuola elementare. Il maestro è colpito dalla sua fervida intelligenza e si reca dai genitori Emilio e Carola per convincerli a far proseguire gli studi al loro figlio. La madre Carola, umile ed analfabeta è assai perplessa: sogna per il figlio al massimo un futuro da muratore, ma per fortuna Emilio più intelligente ed aperto, accetta la proposta del maestro e Loris proseguirà gli studi.
Ben presto la famiglia si trasferisce a Chiusi Scalo.
Frequenta l'Istituto Magistrale ad Arezzo e quindi l'Università di Magistero a Firenze. In questa culla di cultura egli matura la sua formazione; a Firenze diviene allievo di Ernesto Codignola, frequenta Franco Calamandrei, insieme ad amici e compagni (fra i quali Aldo Ducci – esponente del Comitato di Liberazione Nazionale e poi per decenni Sindaco di Arezzo; Giuseppe Ricci di Cortona, studente allora in Arezzo, successivamente docente nei Licei di Stato; Silvano Zoi divenuto poi anch'esso docente nei Licei Statali. Ciascuno di essi fece parte del Partito d'Azione clandestino e del Movimento Liberal-socialista. Giuseppe Bartolomei, poi Senatore della Repubblica, Ministro dell'Agricoltura, Presidente della Banca Toscana di Firenze).
Giovanissimo è nella Resistenza toscana e partigiano nella Brigata Simar (col. Silvio Marengo) del Monte Pausillo.
A Firenze partecipa alle riunioni clandestine del Partito d'Azione e a vent'anni fa già parte del Comitato di Liberazione Nazionale.
Egli rimase fino alla fine uno strenuo difensore del socialismo dal volto umano e dell'eterno valore, anche morale, della libertà.
Risulta anche tra gli iscritti alla loggia massonica coperta P2, anche se non gli verrà mai imputata nessuna accusa di quelle riguardanti la nota vicenda. Come molti altri iscritti era presumibilmente ignaro delle mire e degli intenti nascosti di Licio Gelli.
Il 21 Giugno 2021 la Città di Chiusi (Si) intitola una  Piazza all’onorevole Loris Scricciolo.

## La politica
Prende parte alla prima Amministrazione del Comune di Chiusi presieduta dal Sindaco Romanini e dal Governatore inglese Dawson. È primo Assessore alla Pubblica Istruzione, dopo la liberazione di Chiusi. Nel 1951, Assessore alle finanze e Vice Sindaco di Chiusi, carica tenuta fino al 1963. Esponente di spicco dell'area autonomista del Partito Socialista Italiano, è inizialmente avverso a Pietro Nenni, ma quando questi rivedrà le sue posizioni, Loris Scricciolo diventerà un suo seguace entusiasta. Nel 1963 rafforzando il suo legame con Nenni è candidato al Parlamento. Durante questo mandato gli sono affidati incarichi di prestigio nella Commissione Finanze e Tesoro; è relatore di maggioranza sul bilancio statale 1966.
Presenta ed ottiene il varo di proposte di legge a suo nome.
Capo Missione del Ministro Commercio Estero presso il governo iraniano, viene ricevuto in udienza dallo Scià.
Capo missione del Ministro Commercio Estero presso il Venezuela, va in udienza dal Presidente della Repubblica Venezuelana.
Nel periodo del suo mandato parlamentare stringe solida amicizia, oltre che con Nenni, anche con Aldo Moro, che lo propongono alla nomina di Sottosegretario di Stato alle Finanze; non entra in carica per lo scioglimento delle Camere nel 1968.
Alle nuove elezioni ottiene i voti per il secondo deputato della Circoscrizione. Ma il tracollo del PSI non fa scattare il secondo seggio.
Furono i due importanti uomini politici, Nenni e Moro, a volerlo allo scadere del suo mandato parlamentare alla vicepresidenza del Monte dei Paschi di Siena dove ha operato instancabilmente in settori delicati e difficili ed ha compiuto missioni strategiche per la politica della banca.
È consigliere della Banque du Sud a Tunisi.
È alla Vice Presidenza del Monte dei Paschi fino al 1977.
Nel 1975 è insignito dal Presidente della Repubblica Giovanni Leone dell'onorificenza di Grande Ufficiale della Repubblica Italiana. In segno di riconoscenza verso il soccorso che ebbe modo di prestare (durante il mandato di vicepresidenza del Monte dei Paschi di Siena), alle opere del patriarcato cattolico greco melchita di Alessandria d'Egitto, di Antiochia e di Damasco e Gerusalemme, lo stesso gli conferisce l'onorificenza di Cavaliere di Gran Croce dell'Ordine di Gerusalemme.
Nel 1996 è insignito dal Presidente della Repubblica Oscar Luigi Scalfaro dell'onorificenza di Cavaliere di Gran Croce al merito della Repubblica Italiana.
Nel 1998 la città di Chiusi gli conferisce la cittadinanza insigne.
Iscritto al Partito Socialista dal 1947 (provenendo dalla confluenza del disciolto Partito d'Azione) gli rimane fedele fino alla fine, nonostante i feroci attacchi che i cosiddetti ‘compagni’ gli sferzano a partire dagli anni 80, intimoriti dai suoi puntuali rilievi critici riguardanti la guida ed alcune scelte del Partito Socialista locale e per l'arbitrio ed i comportamenti devianti di certe correnti nazionali.